# Thomas Delaine
Thomas Delaine (Lens, 24 de marzo de 1992) es un futbolista francés que juega de defensa en el Le Havre A. C. de la Ligue 1.

## Trayectoria
Delaine jugó en el R. C. Lens II y en el Arras Football, antes de debutar como profesional con el Paris F. C. el 28 de julio de 2017 en un partido de la Ligue 2 frente al Clermont Foot.
En 2018 fichó por el F. C. Metz, con el que ascendió a la Ligue 1. Cuando este perdió la categoría en la temporada 2021-22, se marchó al R. C. Estrasburgo. Allí estuvo tres años y en julio de 2025 se unió al Le Havre A. C.

## Clubes
| Club              | País    | Año       |
| ----------------- | ------- | --------- |
| R. C. Lens II     | Francia | 2010-2015 |
| Arras Football    | Francia | 2015-2017 |
| Paris F. C.       | Francia | 2017-2018 |
| F. C. Metz        | Francia | 2018-2022 |
| R. C. Estrasburgo | Francia | 2022-2025 |
| Le Havre A. C.    | Francia | 2025-     |